# Georgia Groome
Georgia Groome (Nottingham, 11 febbraio 1992) è un'attrice britannica.

## Biografia
Georgia Groome debutta nel 2001 come attrice nella serie TV A Fish Out Of Water, nello stesso anno appare nel ruolo di un'orfana nella serie TV Dangerville.
A 14 anni, nel 2006, ottiene un ruolo nel film indipendente London to Brighton, dove interpretando una ragazzina di dodici anni. Nello stesso anno partecipa insieme ad altri otto ragazzi a Serious Amazon per la CBBC. Nel 2007 partecipa al corto My Mother di Elaine Wickham. 
Nel 2008 Groome partecipa a tre film: l'horror The Cottage, La mia vita è un disastro e The Disappeared.
Nel 2009 partecipa allo spettacolo teatrale Tusk Tusk al Royal Court Theatre. Nello stesso anno appare nel corto Living Eva e in un episodio della serie TV Metropolitan Police.
Nel 2010 partecipa sempre ad un solo episodio di Lewis e ha un ruolo nel corto Silent Things.
Nel 2011, invece, Georgia Groome partecipa a Six Degrees e a The True Meaning of Love e ottiene il ruolo per The Great Ghost Rescue, un film ispirato al libro di Eva Ibbotson.

## Vita privata
Georgia è figlia di Paul Groome, uno chef morto nel 2009, e di Fiona Watson, un'insegnante di recitazione. 
Ha due sorelle e una sorellastra, di nome Annie.
Inoltre è fidanzata dal 2011 con l'attore Rupert Grint, noto per aver recitato nei film di Harry Potter nel ruolo di Ronald Weasley. Hanno avuto una figlia il 7 maggio 2020, di nome Wednesday. Nel 2025 hanno avuto un secondo figlio.

## Filmografia

### Cinema
- London to Brighton, regia di Paul Andrew Williams (2006)
- My Mother (2007)
- The Cottage, regia di Paul Andrew Williams (2008)
- La mia vita è un disastro (Angus, Thongs and Perfect Snogging), regia di Gurinder Chadha (2008)
- The Disappeared, regia di Johnny Kevorkian (2008)
- Leaving Eva (2009)
- Silent Things (2010)
- The True Meaning of Love (2011)
- Six Degrees (2011)
- The Holding, regia di Susan Jacobson (2011)
- The Great Ghost Rescue, regia di Yann Samuell (2011)
- Papadopoulos & Sons, regia di Marcus Markou (2012)
- Life In Orbit (2016)
- Double Date (2017)

### Televisione
- A Fish Out of Water – film TV (2001)
- Dangerville	Orphan – serie TV, 1 puntata (2003)
- Serious Amazon (2006)
- Loose Women	Herself (2008)
- Metropolitan Police (The Bill) – serie TV, 1 puntata (2009)
- Lewis – serie TV, 1 puntata (2010)
- Up the Women (2013-2015)

## Teatro
Georgia Groome ha partecipato a diversi spettacoli teatrali: 
- Tusk Tusk. Royal Court Theatre di Londra (2009)
- Tutto bene, mamma?. The Print Room di Londra (2013)
- Clickbait. Theatre503 di Londra (2016)